# Eumorpholaimus macrocirculus
Eumorpholaimus macrocirculus är en rundmaskart som beskrevs av Allgen 1959. Eumorpholaimus macrocirculus ingår i släktet Eumorpholaimus och familjen Linhomoeidae. Inga underarter finns listade i Catalogue of Life.